# Calea
Calea è un genere di piante della famiglia delle Asteracee.

## Tassonomia
Comprende le seguenti specie:
- Calea glomerata
- Calea ternifolia (sin.: Calea zacatechichi)
- Calea uniflora
- Calea urticifolia